# Smoląg (Poméranie)
Pour les articles homonymes, voir Smoląg.
Smoląg est une localité polonaise de la gmina rurale de Bobowo située dans le powiat de Starogard en voïvodie de Poméranie. Elle se trouve à environ 10 kilomètres au sud de Starogard Gdański et 54 km au sud de la capitale régionale Gdańsk.

## Géographie

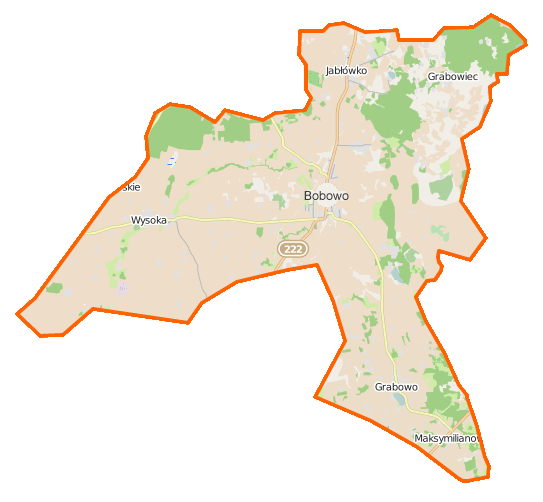
Carte de la gmina de Bobowo.